# Kuljani, Banjaluka
Kuljani so naselje v mestu Banjaluka, Bosna in Hercegovina. 

## Deli naselja
Anušići, Brkići, Domići, Jakobašići, Kuljani, Plazanići in Tuzle.

## Prebivalstvo
| Pregled števila prebivalcev po letih | Pregled števila prebivalcev po letih | Pregled števila prebivalcev po letih | Pregled števila prebivalcev po letih | Pregled števila prebivalcev po letih | Pregled števila prebivalcev po letih |
| ------------------------------------ | ------------------------------------ | ------------------------------------ | ------------------------------------ | ------------------------------------ | ------------------------------------ |
| 1948                                 | 1953                                 | 1961                                 | 1971                                 | 1981                                 | 1991                                 |
| -                                    | -                                    | 702                                  | 863                                  | 1.117                                | 1.207                                |

| Narodna sestava prebivalstva po letih                                                                                         | Narodna sestava prebivalstva po letih                                                                                              | Narodna sestava prebivalstva po letih                                                                                             |
| --- | --- | --- |
| 1971 | 1981 | 1991 |
| . skupaj: 863 Hrvati 736 (85,28 %) Srbi 93 (10,77 %) Muslimani 0 (0,00 %) Jugoslovani 0 (0,00 %) drugi in neznano 34 (3,93 %) | . skupaj: 1.117 Hrvati 760 (68,03 %) Srbi 222 (19,87 %) Muslimani 0 (0,00 %) Jugoslovani 101 (9,04 %) drugi in neznano 34 (3,04 %) | . skupaj: 1.207 Hrvati 773 (64,04 %) Srbi 283 (23,44 %) Muslimani 3 (0,24 %) Jugoslovani 73 (6,04 %) drugi in neznano 75 (6,21 %) |